# BattleTanx
BattleTanx è un videogioco d'azione del 1998 sviluppato e pubblicato da The 3DO Company per Nintendo 64. Il gioco ha ricevuto un seguito, BattleTanx: Global Assault per PlayStation e Nintendo 64, e una riduzione per Game Boy Color.

## Trama
Nel 2001, un virus ha eliminato il 99,99% di tutte le donne sulla Terra. I vari paesi si combattono per le varie zone di quarantena, finendo per scatenare una guerra nucleare che distrugge gran parte della civiltà umana. Le poche donne rimaste, chiamate Queenlords, sono sotto il possesso di bande che controllano piccole parti del mondo. Il protagonista, Griffin Spade, è costretto a separarsi dalla sua spasimante Madison, portata via dal governo statunitense, mentre New York viene distrutta. Griffin, preso possesso di un carro armato, si mette alla sua ricerca, facendosi strada tra le varie bande e ottenendo reclute partendo dalle rovine della stessa New York, poi nelle campagne, a Chicago, a Las Vegas e a San Francisco.

## Modalità di gioco
In BattleTanx si possono controllare tre tipi di carri armati, tra cui l'M1A1 Abrams. La modalità in giocatore singolo prevede 17 missioni, ognuna ambientata in una parte specifica degli Stati Uniti, mentre nel multiplayer sono disponibili quattro modalità di gioco: Battlemode (cattura le Queenlords dell'avversario), Deathmatch (totalizza sette uccisioni), Family Mode (come Deathmatch, ma non si possono cambiare le armi) e Tank Wars (ogni giocatore possiede cinque carri armati, vince chi distrugge tutti quelli avversari).

## Accoglienza
| Testata         | Giudizio |
| --------------- | -------- |
| Next Generation | 4/5      |

Next Generation ne ha recensito la versione Nintendo 64 e lo ha votato con quattro stelle su cinque, dichiarando: "è veloce, controlla bene e i carri armati distruggono tutto quello che capita loro a tiro - e a noi sta bene."